# Federación Boliviana de Fútbol
La Federación Boliviana de Fútbol (FBF) es el ente rector del fútbol en Bolivia. Fue fundada el 12 de septiembre de 1925, en la ciudad de Cochabamba, siendo la octava federación sudamericana en cuanto a antigüedad. La FBF se afilió a la FIFA el 3 de mayo de 1926 en Roma, el 12 de octubre de ese mismo año se afilió a la CONMEBOL; el dirigente Luis Castel Quiroga fue quien realizó ambas gestiones. La FIFA está a cargo de la Selección de fútbol de Bolivia.
Actualmente (2024) La FBF esta precedida por el Sr. Ángel Fernando Costa Sarmiento.

## Escudo
El escudo de la Federación Boliviana de Fútbol está representado por los tres colores de la tricolor (rojo, amarillo y verde), bandera de Bolivia.
En primer plano el cóndor andino, el cual se afirma orgullosamente en un balón de fútbol con las letras FBF (Federación Boliviana de Fútbol), deporte que es pasión de multitudes en Bolivia, desde su planicie, pasando por los valles hasta el inmenso altiplano.
Es por los colores de la bandera de Bolivia y del escudo boliviano que la Selección de fútbol de Bolivia, es conocida como la "Tricolor" y por el color de la camiseta es llamada "La Verde".

## Órganos
Según el Estatuto aprobado el 29 de mayo de 2017 y modificado el 9 de diciembre de 2019, los órganos de la FBF son:
- El congreso es el órgano supremo y legislativo.
- El comité ejecutivo es el órgano ejecutivo.
- El consejo de la división profesional, encargado del manejo de la Primera División.
- El consejo de la división de aficionados.
- Las comisiones permanentes y especiales.
- Los órganos jurisdiccionales(Tribunal de Disciplina Deportiva, Tribunal Superior de Apelación, Tribunal de Resolución de Disputas y Tribunal de ética.)
- El órgano de concesión de licencias de clubes
- La comisión electoral

## Presidentes
| Periodo     | Nombre                                           |
| ----------- | ------------------------------------------------ |
| 1925 - 1928 | Aniceto Solares Llano                            |
| 1928 - 1929 | Luis Castel Quiroga                              |
| 1929 - 1931 | Eduardo Zapcovic                                 |
| 1931 - 1936 | sin datos                                        |
| 1936 - 1944 | Luis Castel Quiroga                              |
| 1944 - 1947 | sin datos                                        |
| 1947 - 1953 | Alfredo Galindo Quiroga                          |
| 1953 - 1959 | Luis Saavedra Camacho                            |
| 1959        | 1º intervención (sin datos)                      |
| 1959 - 1961 | Adalberto Violand Alcázar                        |
| 1961        | Ángel de la Fuente (interino)                    |
| 1961 - 1969 | Roberto Prada Estrada                            |
| 1969        | José luis de Aranguren y Núñez (2º intervención) |
| 1969 - 1971 | Eufronio Padilla (3º intervención)               |
| 1971 - 1972 | Mario Marañón Zárate                             |
| 1972 - 1974 | Heriberto Centellas                              |
| 1974 - 1977 | Mauro Cuellar Caballero                          |
| 1977        | Mario Oxa Bustos                                 |
| 1977 - 1978 | Julio Lara Salazar (4º intervención)             |
| 1978 - 1986 | Edgar Peña Gutiérrez                             |
| 1986 - 1988 | Romer Osuna Añez                                 |
| 1988 - 1990 | Alfredo Salazar Rivas                            |
| 1990 - 1992 | José Saavedra Banzer                             |
| 1992 - 1994 | Guido Loayza Mariaca                             |
| 1994 - 1998 | José Saavedra Banzer                             |
| 1998 - 2000 | Sergio Asbún Yacir                               |
| 2000 - 2006 | Walter Castedo Rivero                            |
| 2006 - 2015 | Carlos Chávez Landívar                           |
| 2015 - 2016 | Marco Ortega (interino)                          |
| 2016 - 2017 | Rolando López Herbas                             |
| 2017        | Marco Antonio Peredo Mercado (interino)          |
| 2017 - 2018 | Carlos Ribera (interino)                         |
| 2018 - 2020 | César Salinas Sinka                              |
| 2020-2020   | Marcos Rodríguez Ibáñez                          |
| 2020-act.   | Ángel Fernando Costa Sarmiento                   |